# Tölö tull

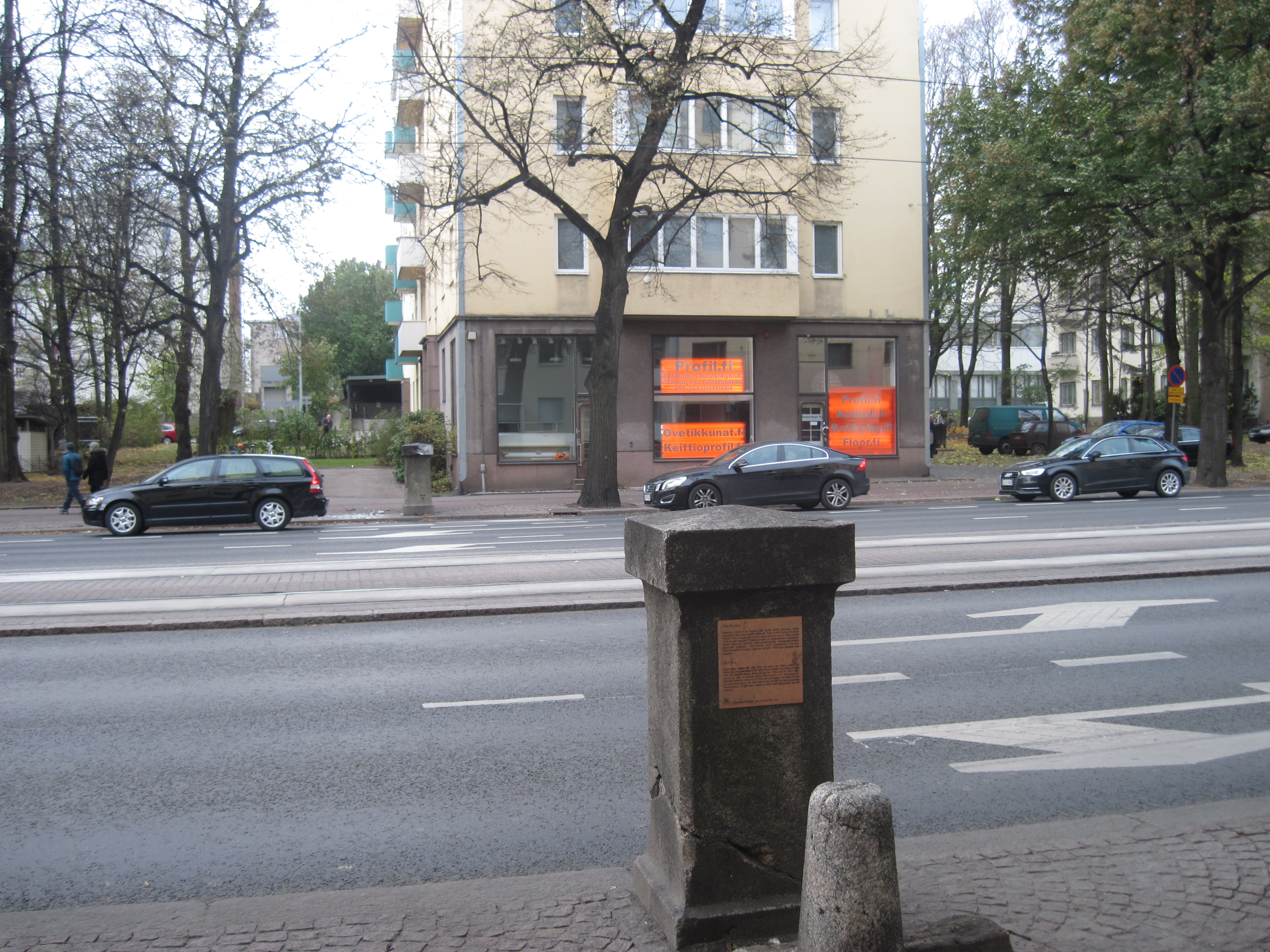
Bevarade tullpelare vid Mannerheimvägen med minnestavlor

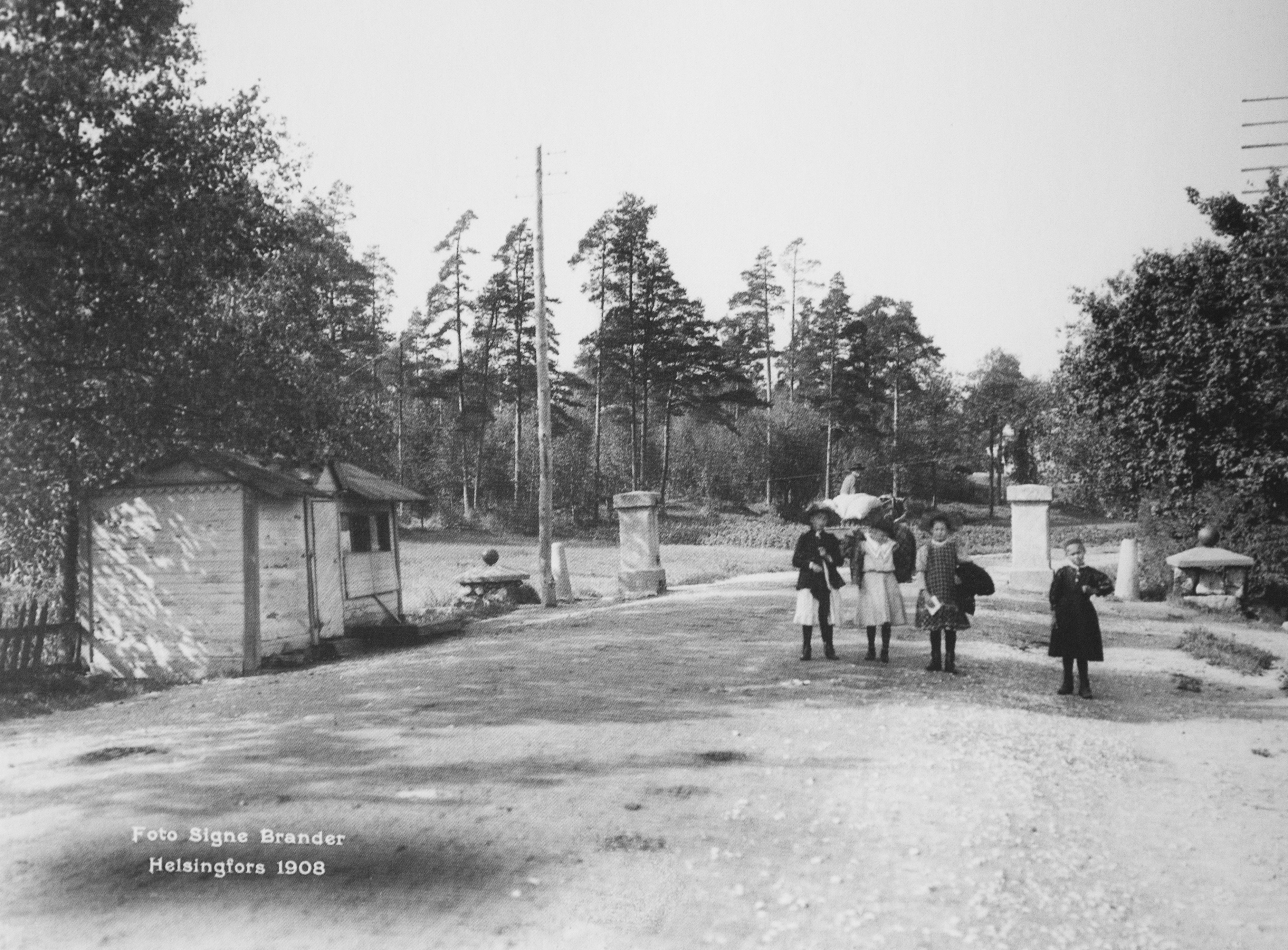
Tölö tull och Västra Chausséen, 1908. Foto: Signe Brander

Tölö tull, eller tidigare Fempennistullen, Västra tullen och Esbo tull, var en tullport vid dåvarande Västra Chausséen (från 1942 Mannerheimvägen) i Helsingfors västerut mot Åbo. Den flyttades dit längs landsvägen från gamla Esbo tull på nordvästra ändan av Henriksgatan (från 1942 benämnd Mannerheimvägen tillsammans med Västra Chausséen), nära nuvarande Paasikiviplatsen. Flytten av tullporten gjordes under början av 1900-talet, som en följd av stadens expansion norrut.
Tölö tull låg på Mannerheimvägen mellan de nuvarande fastigheterna vid Mannerheimvägen 108 och Mannerheimvägen 57–59. Innan Mejlans inkorporerades i Helsingfors stad 1906, gick gränsen mellan Helsingfors stad och Helsinge kommun där.
Tullportens stenpelare har lämnats kvar som historiska monument, på båda sidor om Mannerheimvägens körbana.
150 meter nordväst om den tidigare tullen ligger platsen Tölö tull, där Stockholmsgatan viker av från Mannerheimvägen mot Munksnäs.

## Bildgalleri

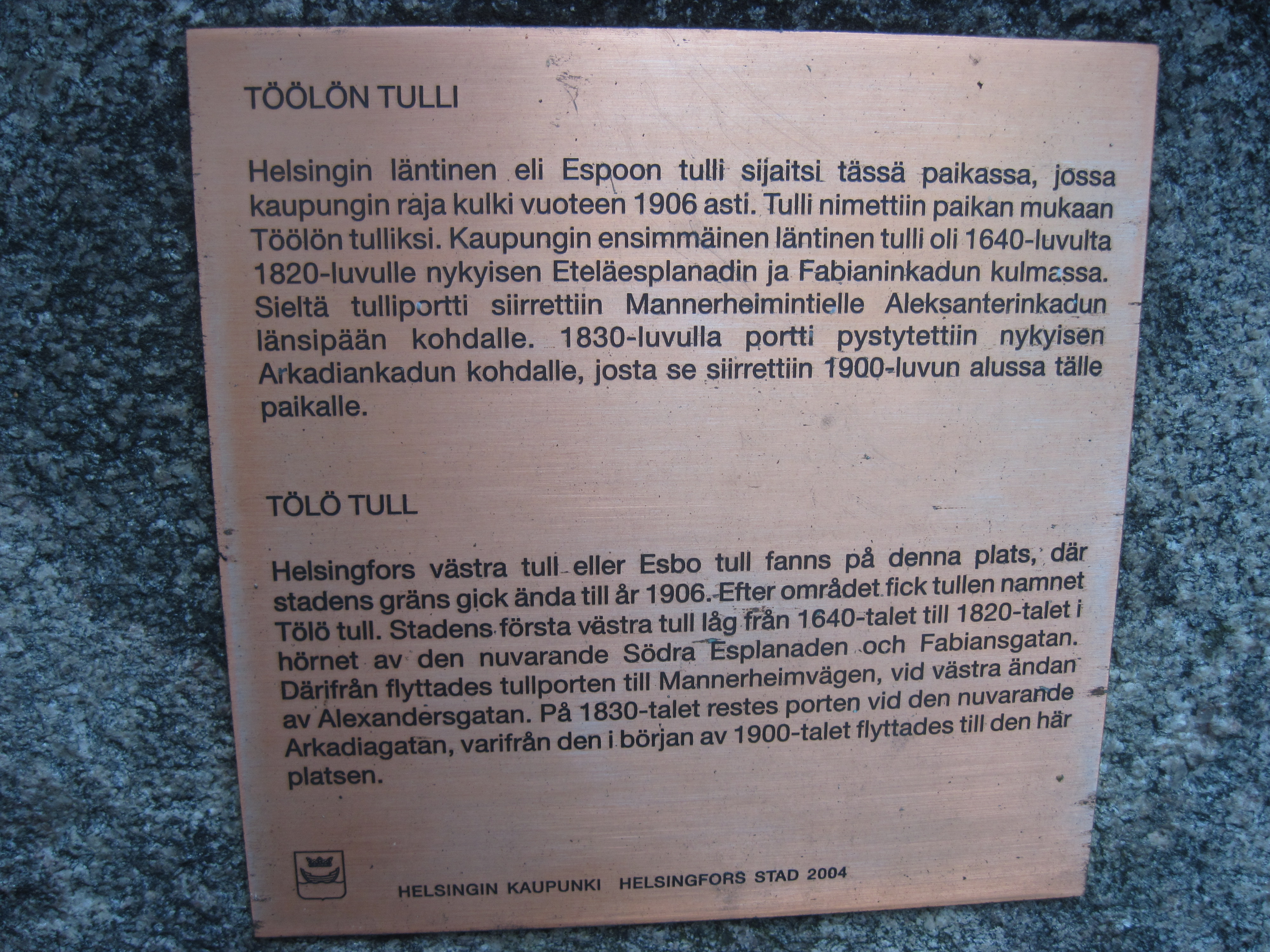
Helsingfors stadsmuseums minnestavla
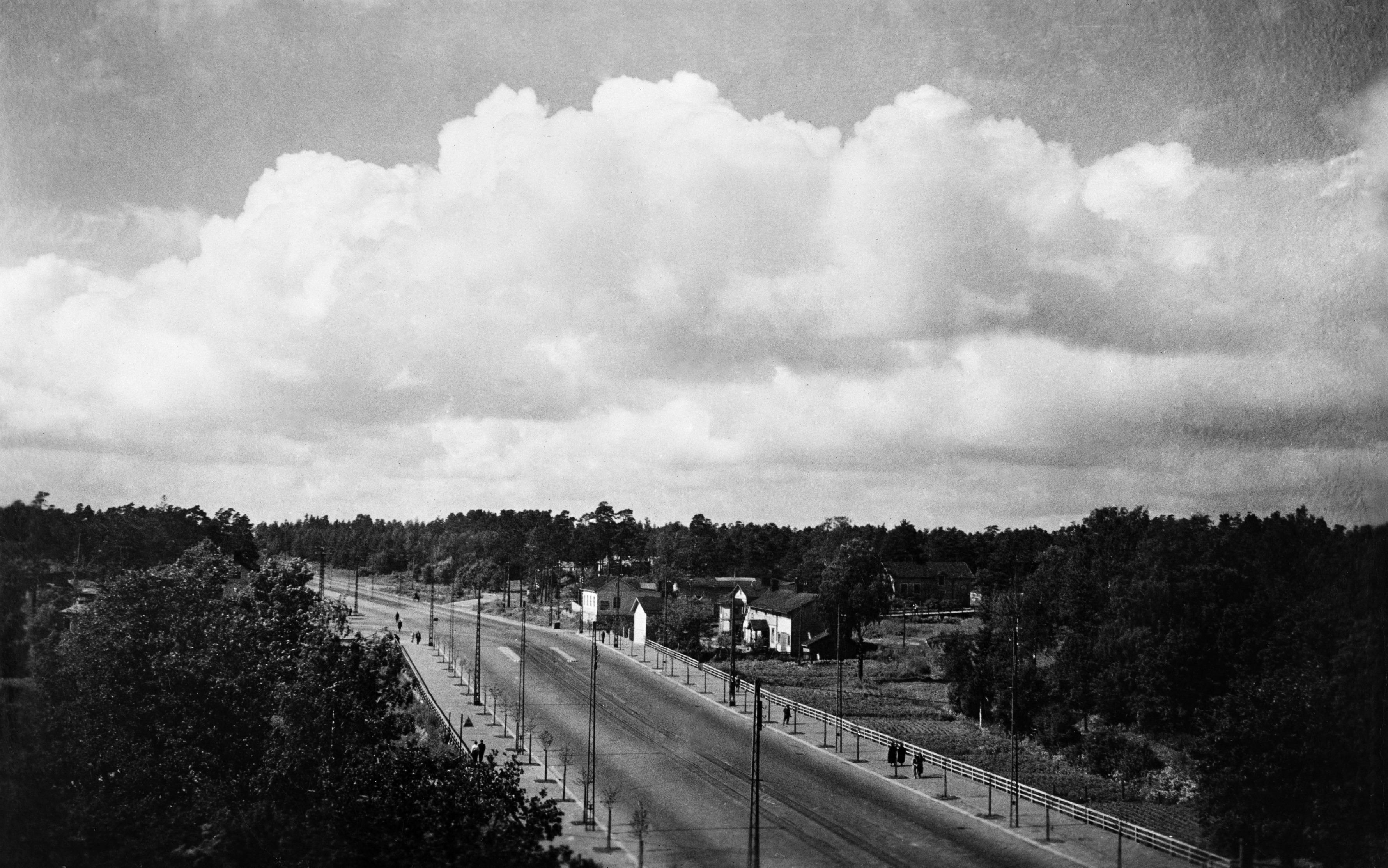
Västra Chausséen 1934, med Mannerheimvägen 69, 71 och 106-114. Foto: Sakari Pälsi
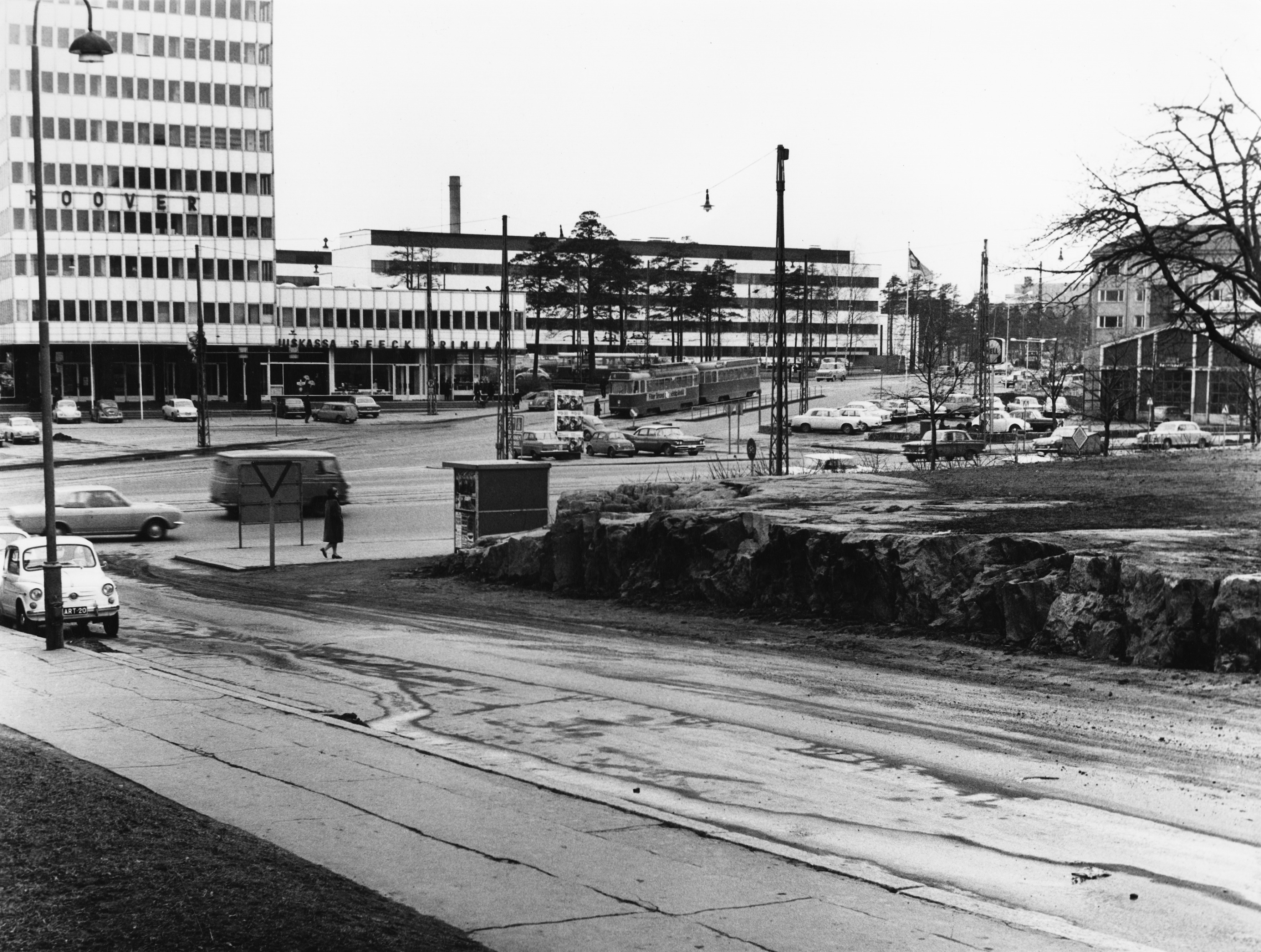
Korsningen Mannerheimvägen och Stockholmsgatan vid platsen Tölö tull, med Läkargatan i förgrunden